# Luis Pedro Serra
Luis Pedro Serra (San José de Mayo, 21 de octubre de 1934) fue uno de los grandes ciclistas uruguayos de la década del 50. Defendió al club Unión Ciclista Maragata en sus inicios.
Fichó para el Club Atlético Peñarol con quién conquistó dos Vueltas Ciclistas del Uruguay (1954 y 1955).
Con la selección uruguaya obtuvo la medalla de bronce en los Juegos Panamericanos de México en el kilómetro contrarreloj y participó en tres olimpíadas (1952, 1956 y 1960).
De sus viajes a Europa, llevó la idea del karting a Uruguay. Fundó el Kart Club de San José y diseñó junto con la Intendencia un kartódromo en el Parque Rodó de esa ciudad que fue inaugurado el 27 de marzo de 1966, transformándose en el primero de Sudamérica. En 1994 la junta departamental designó como "Luis Pedro Serra" el nuevo kartódromo de San José.

## Palmarés
- 1951
  - 1.º en la 9ª etapa, Vuelta Ciclista del Uruguay (URU)
  - 5.º en la Clasificación general final Vuelta Ciclista del Uruguay (URU)

- 1952
  - 2.º en la Clasificación general final Vuelta Ciclista del Uruguay (URU)

- 1953
  - 1.º en la 4ª etapa, Vuelta Ciclista del Uruguay (URU)
  - 1.º en la 6.ª etapa, Vuelta Ciclista del Uruguay (URU)

- 1954
  - 1.º en la 7ª etapa, Vuelta Ciclista del Uruguay (URU)
  - 1.º en Clasificación General Final Vuelta Ciclista del Uruguay (URU)

- 1955
  - 1.º en la 4ª etapa, Vuelta Ciclista del Uruguay (URU)
  - 1.º en la 6.ª etapa, Vuelta Ciclista del Uruguay (URU)
  - 1.º en Clasificación General Final Vuelta Ciclista del Uruguay (URU)
  -  3.º en Juegos Panamericanos, Pista, 1 km, México (MEX)

- 1958
  - 1.º en la 1ª etapa, Vuelta Ciclista del Uruguay (URU)
  - 1.º en la 4ª etapa, Vuelta Ciclista del Uruguay (URU)

- 1959
  - 1.º en la 7ª etapa, Vuelta Ciclista del Uruguay (URU)
  - 3.º en la Clasificación general final Vuelta Ciclista del Uruguay (URU)